# Geodia lophotriaena
Espèce
Geodia lophotriaena est une espèce d'éponges de la famille des Geodiidae présente dans l'océan Pacifique sud au large de la Nouvelle-Zélande.

## Taxonomie
L'espèce est décrite par Robert Lendlmayr von Lendenfeld en 1910.

### Publication originale
- Lendenfeld, R. Von (1910). The Sponges. 1. The Geodidae. In: Reports on the Scientific Results of the Expedition to the Eastern Tropical Pacific, in charge of Alexander Agassiz, by the U.S. Fish Commission Steamer ‘Albatross’, from October, 1904, to March, 1905, Lieut. Commander L.M. Garrett, U.S.N., Commanding, and of other Expeditions of the Albatross, 1888-1904. (21). Memoirs of the Museum of Comparative Zoology at Harvard College 41 (1): 1-259, pls 1-48.